# جيمس فريمان
جيمس فريمان (بالإنجليزية: James Freeman)‏ هو كاتب أمريكي، ولد في 22 أبريل 1759 في Charlestown, Boston ‏ في الولايات المتحدة، وتوفي في 14 نوفمبر 1835.